# Xymene mortenseni
Xymene mortenseni är en snäckart. Xymene mortenseni ingår i släktet Xymene och familjen purpursnäckor. Utöver nominatformen finns också underarten X. m. caudatinus.